# Żywy piasek
Żywy piasek – rodzaj piasku stosowany jako podłoże w akwarystyce morskiej; zazwyczaj jest to piasek aragonitowy przenoszony do zbiornika (akwarium) wraz z wodą i mikroorganizmami z morza lub oceanu. Obecne w piasku żywe mikroorganizmy (stąd nazwa „żywy piasek”), np. bakterie nitryfikacyjne, wspomagają ekosystem rozkładając wszelkiego rodzaju resztki organiczne, np. pozostały pokarm czy obumarłe zwierzęta. Żywy piasek służy także jako jeden z elementów naturalnej filtracji, a niektóre z zawartych w nim mikroorganizmów służą jako pokarm dla większych zwierząt.